# Ra Mara’ma
Проа — одномачтовое парусное судно, построенное на островах Фиджи, использовавшееся королевством Тонга. Первоначально называлось Waqa Drua. Крупнейший корабль подобного типа.

## История
Судно заложено в середине 40-х годов 19-го века, предположительно строительство шло около 7 лет. На Тонга попала в начале 1850-годов, когда было подарено военным правителем Такомбау, королю Тонга Джордж Тупоу I в знак возможного союза двух правителей.

## Конструкция
Представляло собой двухкорпусное судно, при этом правый корпус был на 1\3 длиннее левого. Указывается что площадь палубы составляло более тысячи квадратных футов (примерно 100 квадратных метров), на палубе располагалась крытая надстройка. Парусное вооружение располагалось на 18.6 метровой грот-мачте. Экипаж мог составлять более 150 человек. Ходовые качества корабля были лучше, чему европейских судов, посещающих острова Тонга в то время.

## Использование
Входило в состав флота короля Тонга, являясь самым крупным кораблем — флагманом. Вооружение составляли несколько небольших пушек. Участвовало в тонгайской экспансии на острова Фиджи. Была флагманским кораблем Энеле Маафу. После победы в битве при Камбе с королём Джордж Тупоу I во главе флота из 40 судов совершил вояж по покоренным островам.
Использовалось вплоть до конца 60-х годов 19 века. В наши дни существует копия в масштабе 1:10, которая экспонируется в музее Фиджи в Суве.